# Motociclismo (rivista)
Motociclismo è stata una rivista italiana ultracentenaria dedicata al mondo delle motociclette, fondata a Milano nel 1914. Attualmente la testata appartiene alla Clafin Gmbh.

## Storia

### Il contesto
Nel secondo decennio del XX secolo, anche grazie all'instancabile attività divulgativa promossa dal pioniere del motorismo Cesare Goria Gatti, esistevano varie pubblicazioni periodiche sull'argomento degli automobili, termine all'epoca maschile che comprendeva ogni tipo di veicolo a motore.
Il veloce evolversi della tecnica rendeva necessaria la creazione di riviste specialistiche, indirizzate agli ormai numerosi appassionati delle autovetture, degli aerei, dei natanti e anche delle motociclette, come già era avvenuto in Inghilterra con le riviste The Motor Cycle e  Motor Cycling.
L'idea di creare una rivista dedicata al motociclismo italiano, sull'esempio delle esperienze inglesi, venne a due giovani milanesi: Gino Magnani, aspirante giornalista e Ottorino Mondini, valente tecnico della fotografia e cofondatore della Piseroni & Mondini, piccola azienda costruttrice di apparecchi fotografici.

### La rivista
Il primo numero della rivista, di 24 pagine, che porta in copertina la data "Maggio 1914" e il prezzo di 30 centesimi, doveva essere stampato entro il 25 aprile, in modo da poter essere distribuito agli appassionati nel corso delle fasi preparatorie nell'edizione inaugurale del Circuito motociclistico d'Italia, con partenza da Milano. Alcuni intoppi fecero slittare la conclusione della stampa al pomeriggio del 26 aprile, quando i concorrenti erano ormai partiti e il pubblico dissolto. Magnani non si perse d'animo e raggiunse Roma in treno con un centinaio di copie, riuscendo a distribuire i fascicoli nei dintorni del parco chiuso, durante la giornata di riposo tra la 1ª e la 2ª tappa. La restante tiratura andò esaurita pochi giorni dopo, tra i visitatori della 1ª Esposizione internazionale di motociclismo, tenutasi al Kursaal Diana.
Motociclismo riscosse un successo di vendite sempre crescente e, nei primi mesi del 1915, fu decisa la pubblicazione quindicinale anziché mensile. Nella nuova cadenza, però, venne stampato un solo numero prima che gli eventi bellici determinasse la sospensione dell'attività, con la chiamata alle armi dei due fondatori.
Magnani, insieme a due nuovi soci (Italo Luraschi e Gino Calderara) riprese la pubblicazione della rivista il 15 giugno 1919,la quale, dal primo numero del 1922 diventa addirittura settimanale.
Pur con grosse difficoltà, la pubblicazione continua anche durante il secondo conflitto mondiale, interrompendosi solo per alcuni mesi all'inizio del 1945. La rivista assumerà carattere mensile solo sedici anni dopo, dal novembre 1961.
Nel 2005 e nel 2006 alcuni collaudatori di Motociclismo (in collaborazione con Aprilia) hanno preso parte al campionato mondiale Endurance con una RSV 1000 terminando le stagioni rispettivamente all'undicesimo e al diciannovesimo posto in classifica generale.
A seguito della crisi finanziaria del 2007-2008, anche lo storico editore Edisport Editoriale è entrato in un periodo di difficoltà economiche da cui si è parzialmente risollevato mediante forti tagli.
Ciononostante nel maggio 2021, ormai in crisi irreversibile, l'editore ha ceduto le sei testate del settore automotive al gruppo Sportcom guidato da Paolo Patruno, tra le quali figurano Motociclismo, Motociclismo d'Epoca, Automobilismo e Automobilismo d'Epoca. A inizio 2022 Edisport Editoriale ha dichiarato fallimento.
Nell'estate 2024 avviene il trasferimento di Motociclismo alla Clafin Gmbh, società austriaca controllata dagli stessi soggetti di Sportcom, mentre le altre testate cessano le pubblicazioni.
Legati alla "rivista madre" venivano pubblicati anche i mensili Motociclismo d'Epoca (ha cessato le pubblicazioni ad aprile 2024) e Fuoristrada (ha cessato le pubblicazioni a marzo 2023), oltre al catalogo annuale Tutte le moto del mondo (ha cessato le pubblicazioni nel 2008). Con settembre 2024 tutti i siti delle riviste non sono più raggiungibili. Dopo una breve pausa solo il sito della rivista Motociclismo è ritornato online con una nuova veste grafica. Con l'inizio di novembre dello stesso anno il nuovo sito non è stato più aggiornato. Anche la pagina Facebook della rivista ha subito la stessa sorte. Con il numero di settembre 2024 (uscito in edicola a inizio ottobre) è cessata la pubblicazione cartacea.
Nel marzo 2025 anche Sportcom viene posta in liquidazione giudiziale.